# Gnidia baurii
Gnidia baurii är en tibastväxtart som beskrevs av Charles Henry Wright. Gnidia baurii ingår i släktet Gnidia och familjen tibastväxter. Inga underarter finns listade i Catalogue of Life.